# Seznam českých příjmení, G
Toto je seznam českých příjmení začínajících na písmeno G. Seznam zatím zahrnuje pouze příjmení s více než 200 mužskými nositeli.
| Příjmení   | Počet | Přechýleně   | Počet | ORP s největší hustotou |
| ---------- | ----- | ------------ | ----- | ----------------------- |
| Gregor     | 2 683 | Gregorová    | 2 818 | Hlinsko                 |
| Gábor      | 1 996 | Gáborová     | 1 828 | Šternberk               |
| Gabriel    | 1 448 | Gabrielová   | 1 449 | Hořice                  |
| Gajdoš     | 1 320 | Gajdošová    | 1 267 | Vsetín                  |
| Grundza    | 866   | Grundzová    | 845   | Louny                   |
| Gaži       | 773   | Gažiová      | 662   | Děčín                   |
| Gabčo      | 765   | Gabčová      | 691   | Bílina                  |
| Giňa       | 763   | Giňová       | 742   | Vysoké Mýto             |
| Grygar     | 748   | Grygarová    | 777   | Lipník nad Bečvou       |
| Gottwald   | 739   | Gottwaldová  | 788   | Vyškov                  |
| Gruber     | 728   | Gruberová    | 751   | Náměšť nad Oslavou      |
| Gorol      | 707   | Gorolová     | 652   | Trutnov                 |
| Grulich    | 679   | Grulichová   | 709   | Konice                  |
| Gajdošík   | 672   | Gajdošíková  | 750   | Vizovice                |
| Grepl      | 671   | Greplová     | 697   | Konice                  |
| Gebauer    | 656   | Gebauerová   | 705   | Opava                   |
| Gross      | 593   | Grossová     | 632   | Ivančice                |
| Gajda      | 579   | Gajdová      | 586   | Hlučín                  |
| Grund      | 450   | Grundová     | 434   | Louny                   |
| Gazda      | 439   | Gazdová      | 473   | Otrokovice              |
| Gašpar     | 437   | Gašparová    | 416   | Aš                      |
| Grossmann  | 425   | Grossmannová | 430   | Bílovec                 |
| Gál        | 416   | Gálová       | 603   | Břeclav                 |
| Gryc       | 379   | Grycová      | 366   | Vyškov                  |
| Glaser     | 374   | Glaserová    | 369   | Horšovský Týn           |
| Grim       | 366   | Grimová      | 395   | Nové Město nad Metují   |
| Gavenda    | 360   | Gavendová    | 392   | Luhačovice              |
| Gondek     | 345   | Gondeková    | 287   | Český Krumlov           |
| Gondek     | 345   | Gondková     | 33    | Český Krumlov           |
| Gottvald   | 338   | Gottvaldová  | 356   | Vyškov                  |
| Gerža      | 337   | Geržová      | 331   | Vizovice                |
| Glos       | 335   | Glosová      | 360   | Nová Paka               |
| Grunt      | 333   | Gruntová     | 384   | Hořovice                |
| Gazdík     | 331   | Gazdíková    | 324   | Uherský Brod            |
| Glac       | 291   | Glacová      | 255   | Český Těšín             |
| Gelnar     | 287   | Gelnarová    | 287   | Bílovec                 |
| Grmela     | 286   | Grmelová     | 289   | Vyškov                  |
| Geryk      | 284   | Geryková     | 291   | Frenštát pod Radhoštěm  |
| Groh       | 281   | Grohová      | 308   | Nová Paka               |
| Girga      | 280   | Girgová      | 253   | Nový Jičín              |
| Gargulák   | 274   | Garguláková  | 261   | Vizovice                |
| Gajdušek   | 264   | Gajdušková   | 264   | Frenštát pod Radhoštěm  |
| Gajdušek   | 264   | Gajdušeková  | 1     | Frenštát pod Radhoštěm  |
| Gola       | 263   | Golová       | 308   | Frýdlant nad Ostravicí  |
| Greguš     | 263   | Gregušová    | 266   | Nepomuk                 |
| Gunár      | 262   | Gunárová     | 227   | Žatec                   |
| Galuška    | 261   | Galušková    | 261   | Uherské Hradiště        |
| Götz       | 260   | Götzová      | 246   | Pohořelice              |
| Gajdůšek   | 259   | Gajdůšková   | 232   | Luhačovice              |
| Glogar     | 253   | Glogarová    | 256   | Nový Jičín              |
| Gavlas     | 251   | Gavlasová    | 270   | Frýdek-Místek           |
| Gabor      | 250   | Gaborová     | 247   | Holešov                 |
| Godla      | 246   | Godlová      | 261   | Varnsdorf               |
| Gärtner    | 241   | Gärtnerová   | 241   | Litvínov                |
| Gold       | 240   | Goldová      | 351   | Odry                    |
| Galia      | 239   | Galiová      | 238   | Kopřivnice              |
| Grus       | 232   | Grusová      | 278   | Mladá Boleslav          |
| Gabrhel    | 230   | Gabrhelová   | 243   | Uherský Brod            |
| Gráf       | 229   | Gráfová      | 216   | Trhové Sviny            |
| Grof       | 226   | Grofová      | 256   | Jilemnice               |
| Gomola     | 226   | Gomolová     | 229   | Jablunkov               |
| Grégr      | 218   | Grégrová     | 247   | Hustopeče               |
| Grebeníček | 213   | Grebeníčková | 195   | Uherské Hradiště        |
| Gujda      | 209   | Gujdová      | 209   | Liberec                 |
| Grézl      | 209   | Grézlová     | 208   | Litovel                 |
| Gottfried  | 202   | Gottfriedová | 205   | Luhačovice              |